# Etoricoxib
L'etoricoxib è una molecola appartenente alla classe dei farmaci antinfiammatori non steroidei (FANS), e più specificamente alla famiglia degli inibitori selettivi della cox-2.
Come farmaco viene utilizzato per la riduzione del dolore da osteoartrosi, artrite reumatoide, spondilite anchilosante e artrite gottosa acuta. In Italia è venduto dalla società farmaceutica Neopharmed Gentili con il nome commerciale di Algix, dalla società Merck Sharp and Dohme con il nome di Arcoxia, dalla società Abiogen Pharma con il nome commerciale di Exinef e infine dalla società Addenda Pharma con il nome di Tauxib, nella forma farmaceutica di compresse rivestite per uso orale da 30 mg, 60 mg, 90 mg e 120 mg.

## Farmacodinamica
Come tutti gli altri coxib, la molecola si caratterizza per la capacità di inibire in maniera selettiva l'isoforma 2 dell'enzima ciclossigenasi (COX-2). L'inibizione della COX-2 riduce la formazione di prostaglandine (PG) a partire dall'acido arachidonico. Tra le varie funzioni svolte dalle PG, va ricordato il loro ruolo nell'infiammazione. Etoricoxib inibisce la sintesi dei mediatori prostanoidi coinvolti nel dolore, nell'infiammazione e nella febbre, ma presenta un'azione decisamente meno marcata sull'attività dell'isoforma 1 dell'enzima ciclossigenasi (COX-1). L'azione selettiva sull'isoforma COX-2 riduce la tossicità gastrointestinale del farmaco rispetto agli inibitori non selettivi, pertanto etoricoxib si associa a una più bassa incidenza di sanguinamento gastrointestinale superiore.

## Farmacocinetica
Dopo somministrazione per via orale etoricoxib viene ben assorbito dal tratto gastrointestinale. La biodisponibilità media è quasi del 100%. Dopo singola somministrazione la concentrazione plasmatica massima (Cmax) è pari a 3,6 mg/mL e viene raggiunta a circa 1 ora (Tmax) dall'assunzione.
Dopo assunzione con alimenti non si registrano alterazioni dell'entità dell'assorbimento anche se si assiste a una riduzione di quasi il 40% della Cmax e un aumento del Tmax di circa due ore. Verosimilmente queste variazioni clinicamente non hanno alcun significato.
Il legame con le proteine plasmatiche è di circa il 92%, principalmente con l'albumina. Negli studi condotti su animali (ratto e coniglio) etoricoxib attraversa la barriera placentare. Nel ratto attraversa anche la barriera ematoencefalica.
Etoricoxib è ampiamente metabolizzato dall'organismo umano a livello epatico, in particolare grazie al coinvolgimento dell'isoenzima CYP3A4 e in misura decisamente minore anche grazie a CYP2D6, CYP2C9, CYP1A2 e CYP2C19. Nell'uomo sono stati identificati 5 metaboliti, i quali risultano inattivi o mostrano solo una debole attività come inibitori della COX-2.

L'emivita della molecola si aggira intorno alle 20 ore.
In soggetti in buona salute fisica, la somministrazione di una singola dose endovenosa di etoricoxib viene eliminata prevalentemente tramite le urine (circa il 70%) e le feci (20%). La maggior parte del farmaco viene eliminato sotto forma di metaboliti, e meno del 2% è stato escreto come farmaco immodificato.

La farmacocinetica nei pazienti anziani (oltre i 65 anni di età) è sovrapponibile a quella dei giovani e non differisce tra uomini e nelle donne. Nei pazienti con insufficienza renale da moderata a grave la farmacocinetica di una singola dose di etoricoxib non appare significativamente diversa da quella dei soggetti sani.
La sicurezza e l'efficacia della molecola nella popolazione pediatrica non è stata oggetto di studio.

## Usi clinici
Etoricoxib è indicato per il trattamento sintomatico di:
- artrite e osteoartrosi in fase algica o infiammatoria[14]
- spondilite anchilosante[15][16]
- artropatie su base connettivitica (ad esempio l'artrite reumatoide)[17][18]
- attacchi acuti di gotta
- dolore neoplastico e dolore acuto postoperatorio.[19]

## Effetti collaterali e indesiderati
In corso di trattamento con etoricoxib sono stati evidenziati effetti indesiderati a carico dell'apparato gastrointestinale, e fra questi dispepsia, pirosi gastrica, senso di fastidio epigastrico, nausea e vomito, dolore addominale, flatulenza, diarrea, esofagite, gastrite, ulcera gastroduodenale. Sono possibili anche effetti avversi di natura psichiatrica e coinvolgente il sistema nervoso, quali capogiro, cefalea, ansia, depressione, irrequietezza, e più raramente allucinazioni e stato confusionale.
In alcuni soggetti sono stati segnalati rash ed eruzioni cutanee,, necrolisi epidermica, incremento delle transaminasi epatiche (ALT e AST) e più raramente ittero ed epatite.
Alcuni studi clinici e metanalisi hanno evidenziato che i coxib mostravano un'aumentata incidenza di eventi avversi di natura cardiovascolare e cutanea rispetto al placebo (oppure hanno portato al ritiro dal mercato di alcune molecole, per esempio il rofecoxib nel settembre 2004 e il valdecoxib nell'aprile 2005) e stimolato un processo di revisione delle indicazioni terapeutiche per l'intera classe dei COX-2 inibitori e per i FANS non selettivi da parte della FDA e dell'EMEA, le autorità sanitarie rispettivamente degli Stati Uniti d'America e della Comunità Europea. La FDA ha concluso la sua revisione il 6 aprile 2005, mentre l'EMEA il successivo 27 giugno.
Nello studio MEDAL (Multinational Etoricoxib and Diclofenac Arthritis Long-term programme), uno studio avente come end point primario eventi cardiovascolari trombotici, fatali o non fatali, è stato concluso che etoricoxib e diclofenac presentano il medesimo rischio cardiovascolare. L'entusiasmo per i risultati dello studio è stato presto mitigato da considerazioni meno favorevoli. I critici di questo studio infatti sottolineano come fosse noto che diclofenac possiede una certa selettività per la cox-2 e come precedenti studi avevano già evidenziato una maggior frequenza di eventi cardiovascolari con l'utilizzo di questa molecola. Per tale motivo, a loro parere, sarebbe stato preferibile scegliere come farmaco di raffronto un FANS come ibuprofene o naprossene, e non diclofenac, noto per essere gravato da un livello relativamente elevato di effetti collaterali indesiderati in campo cardiovascolare.

## Controindicazioni
Il farmaco è controindicato nei soggetti con ipersensibilità nota al principio attivo oppure a uno qualsiasi degli eccipienti utilizzati nella formulazione farmaceutica. È inoltre controindicato nei soggetti con ulcera peptica attiva o sanguinamento gastrointestinale in fase attiva, malattie infiammatorie croniche dell'intestino, insufficienza cardiaca congestizia grave. Anche la gravidanza e l'allattamento al seno, così come l'età inferiore ai 16 anni rappresentano delle controindicazioni.
A differenza degli altri FANS inibitori COX-1, noti per scatenare reazioni simil-allergiche di intolleranza in soggetti affetti a AERD (nota anche come triade di Samter-Widal) Etoricoxib è generalmente ben tollerato da questi soggetti, come del resto vale per gli altri FANS selettivi per COX-2.

## Dosi terapeutiche
Etoricoxib può essere assunto a stomaco pieno o vuoto, e in quest'ultimo caso l'effetto del medicinale risulta più pronto e rapido.
I dosaggi giornalieri raccomandati nell'adulto sono:
- osteoartrosi: 30 mg/die eventualmente aumentabili fino a 60 mg/die, in un'unica somministrazione;
- artrite reumatoide: 90 mg/die, in un'unica somministrazione;
- spondilite anchilosante: 90 mg/die, in un'unica somministrazione;
- attacchi acuti di gotta: 120 mg/die, in un'unica somministrazione

In considerazione dei possibili rischi cardiovascolari la durata del trattamento deve essere la più breve possibile e si deve utilizzare il dosaggio giornaliero minimo che si dimostri efficace.
Al dosaggio di 120 mg etoricoxib deve essere utilizzato esclusivamente nella fase acuta della sintomatologia (in genere per non più di 8-10 giorni).